# Droga krajowa B62 (Austria)
Droga krajowa B62 (Deutschkreutzer Straße)  - droga krajowa we wschodniej Austrii. Arteria łączy trasę S31 z leżącym tuż przy granicy z Węgrami miastem Deutschkreutz.